# Anisodontea alexandrii
Anisodontea alexandrii är en malvaväxtart som först beskrevs av E. G. Baker, och fick sitt nu gällande namn av D. M. Bates. Anisodontea alexandrii ingår i släktet rumsmalvor, och familjen malvaväxter. Inga underarter finns listade i Catalogue of Life.